# Bitwa pod Habrem
Bitwa pod Habrem – starcie zbrojne, które miało miejsce 8 stycznia 1422 roku podczas drugiej krucjaty w okresie wojen husyckich.
Po zwycięstwie pod Nebovidami wojska husyckie ruszyły w kierunku Kutnej Hory. Zygmunt Luksemburczyk, którego większość sił była już na leżach zimowych, postanowił natychmiast ewakuować się z zagrożonego miasta. Siły, które Luksemburczyk zdążył zebrać, połączyły się z większością Węgrów dowodzonych przez  Pippo Spano i 8 stycznia postanowiły stawić opór ścigającym je husytom zajmując pozycje na wzniesieniu koło wsi Habry. Pierwsi stawili opór Węgrzy, stojący na froncie katolickiej armii, jednak szybko zostali rozbici. Uciekający Węgrzy zmieszali szyki reszty wojsk Luksemburczyka, ułatwiając w ten sposób husytom złamanie wojsk katolickich, które rzuciły się do ucieczki. Pogrom armii niemiecko-węgierskiej był całkowity, a jej straty szacuje się na 2 000 do 12 000 ludzi, przy czym najwięcej ucierpiała piechota. Husyci kontynuowali pościg za pobitą armią do Niemieckiego Brodu.